# Faustian Echoes
Faustian Echoes è un singolo della band metal statunitense Agalloch, pubblicato il 26 giugno 2012 dall'etichetta degli Agalloch stessi Licht von Dämmerung Arthouse.

## Il disco
Si tratta di un brano diviso in due parti della lunghezza di 21 minuti, rendendolo la canzone più lunga mai scritta dagli Agalloch. La canzone si basa sull'opera di Johann Wolfgang von Goethe Faust.
Riguardo al tema di Faustian Echoes, il cantante/chitarrista degli Agalloch John Haughm ha dichiarato, "I testi sono presi direttamente da una traduzione inglese di Faust di Goethe. Abbiamo utilizzato una selezione di frasi ed estratti da film per creare la parte narrativa che, nell'insieme, sottolinea le fondamenta della storia originale." Gli estratti da film provengono dal film del 1994 di  Jan Švankmajer Lesson Faust.
Gli Agalloch hanno pubblicato Faustian Echoes congiuntamente al loro tour nordamericano estivo del 2012, rendendolo disponibile inizialmente tramite streaming e digital download. Le versioni su vinile e CD erano disponibili durante i concerti del tour, e tramite ordini postali dopo di esso.
La copertina è rappresentata dall'acquaforte Faust Lisant (in italiano: Faust che legge) di Salvador Dalí.

## Tracce
1. Faustian Echoes – 21:34

Durata totale: 21:34